# BAA Buffalo
BAA Buffalo steht für ein geplantes US-amerikanische Franchise aus Buffalo, New York, das am 6. Juni 1946 von der Basketball Association of America (BAA), der späteren National Basketball Association (NBA), genehmigt worden war, denn die Arena Managers Association of America (AMAA) hatte den Vorbehalt „wenn einer, dann alle“, weswegen die Entscheidung, eine Basketball-Liga zu gründen, von allen Mitgliedern zu tragen gewesen war.
James Allinger, Manager des Hockey-Teams der Buffalo Bisons und des Coliseums, machte aber von vorneherein keinen Hehl daraus, dass er keineswegs beabsichtigte, ein Team aufzustellen.
Das Franchise spielte demnach auch kein einziges Spiel und wurde am 10. Mai 1948 von der BAA wieder aus der Teamliste gestrichen.